# Russell Mockridge
Russell Mockridge (Melbourne, 18 de juliol de 1928 - Clayton, 13 de setembre de 1958) va ser un ciclista australià. Fou campió olímpic del quilòmetre i tàndem als Jocs Olímpics de 1952, a Hèlsinki. Anteriorment ja havia participat en els Jocs Olímpics de Londres de 1948, sense sort al medaller, i als Jocs de la Commonwealth d'Auckland, en què guanyà dues medalles d'or i una de plata.
El 1953 passà al professionalisme, camp en el que destaquen tres títols nacionals en ruta i la Herald Sun Tour de 1957. Va morir atropellat per un autobús poc abans de córrer el Tour de Gippsland, el setembre de 1958.

## Palmarès en pista
- 1950
  -  Campió dels Jocs de la Commonwealth de la prova de velocitat
  -  Campió dels Jocs de la Commonwealth de la prova del quilòmetre
  -  2n dels Jocs de la Commonwealth de la prova de persecució
- 1951
  - Plata al Campionat del Món amateur en velocitat
- 1952
  -  Campió olímpic del quilòmetre
  -  Campió olímpic de tàndem (amb Lionel Cox)
  - 1r al Gran Premi de París en velocitat
  - 1r al Gran Premi de París en velocitat amateur
- 1953
  - 1r al Gran Premi de París en velocitat amateur
- 1955
  - 1r als Sis dies de París (amb Reginald Arnold i Sid Patterson)

## Palmarès en ruta
- 1947
  -  Campió d'Austràlia en ruta amateur
- 1954
  - 1r al Gran Premi Marcel Kint
- 1955
  - 1r al Tour de Vaucluse
- 1956
  -  Campió d'Austràlia en ruta
  - Vencedor d'una etapa al Tour de Tasmània
- 1957
  -  Campió d'Austràlia en ruta
  - 1r al Herald Sun Tour
  - 1r al Tour de Tasmània i vencedor de 4 etapes
- 1958
  -  Campió d'Austràlia en ruta

### Resultats al Tour de França
- 1955. 64è de la classificació general